# اجتماع ما-شي الثاني
في 10 أبريل 2024، التقى ما ينغ جيو، الرئيس السابق لجمهورية الصين (تايوان؛)، وشي جين بينج، الأمين العام للحزب الشيوعي الصيني ورئيس جمهورية الصين الشعبية، في بكين. وكان هذا الاجتماع هو الاجتماع الثاني بين شي وما؛ حيث التقى الرجلان سابقًا في سنغافورة في عام 2015، عندما كان ما لا يزال رئيسًا في ذلك الوقت. وكان اللقاء جزءًا من زيارة ما إلى البر الرئيسي الصيني في عام 2024، وهي زيارته الثانية خلال فترة ما بعد الرئاسة.

## خلفية
خلال فترة رئاسته من عام 2008 إلى عام 2016، سعى ما إلى تعزيز العلاقات عبر المضيق. وكان شي وما قد التقيا سابقًا في عام 2015 في سنغافورة، بصفتهما زعيمي الصين البرية وتايوان على التوالي. غادر ما منصبه في عام 2016، وخلفه تساي إنغ ون من الحزب الديمقراطي التقدمي، الذي يفضل هوية قومية تايوانية أكثر على النقيض من حزب الكومينتانغ الذي ينتمي إليه ما. 

## اللقاء
في الساعة 4:00 مساءًا بتوقيت بكين، التقى شي وما في القاعة الشرقية لقاعة الشعب الكبرى، وتصافحا لمدة 20 ثانية تقريبًا. 
وبما أن جمهورية الصين الشعبية لا تعترف بجمهورية الصين، فقد أشار شي إلى ما باعتباره "السيد ما ينج جيو" وليس الرئيس السابق. وعلى نحو مماثل، أشار ما إلى شي بلقبه الأمين العام للحزب.  وقال ما "إذا اندلعت حرب بين جانبي مضيق تايوان، فسيكون ذلك أمراً لا يطاق بالنسبة للأمة الصينية"، وتابع قائلاً "إن الشعب الصيني على جانبي المضيق يتمتع بالحكمة الكافية للتعامل مع النزاعات المختلفة سلمياً وتجنب الصراعات". 
وقال شي "إن المواطنين على جانبي المضيق جميعهم صينيون، وليس هناك أي انزعاج لا يمكن حله، ولا توجد مشكلة لا يمكن مناقشتها، ولا توجد قوة يمكنها أن تفرقنا". 